# Ветланда (община)
Община Ветланда (на шведски: Vetlanda kommun) е разположена в лен Йоншьопинг, южна Швеция с обща площ 1609 km2 и население 26 419 души (към 31 декември 2013). Административен център на община Ветланда е едноименния град Ветланда.